# Teoria wychowania
Teoria wychowania – jako odrębna dyscyplina pedagogiczna pojawiła się w Polsce w okresie powojennym. Zajmuje się ona wychowaniem, tj. kształtowaniem postaw i cech osobowości uczniów oraz stwarzaniem warunków do samowychowania. Odgrywa rolę służebną w stosunku do praktyki pedagogicznej, rozwiązując problemy rodziców, wychowawców, nauczycieli.
Zadania teorii wychowania
- formułowanie celów wychowania;
- projektowanie działalności wychowawczej;
- analiza czynników psychospołecznych.

## Wychowanie jako celowy rozwój osobowości
- osobowość;
- zasady wychowania;
- formy wychowania;
- metody wychowania
- samowychowanie

## Działy teorii wychowania
- wychowanie moralne;
- wychowanie umysłowe;
- wychowanie seksualne;
- wychowanie patriotyczne;
- wychowanie zdrowotne;
- wychowanie estetyczne;
- wychowanie fizyczne.